# Symphonie en fa mineur de Bruckner
Pour les articles homonymes, voir Symphonie no 0.
À la fin de sa période d'étude des formes et orchestration auprès de Otto Kitzler, Anton Bruckner composa le 7 janvier 1863 des esquisses pour une symphonie en ré mineur, WAB add 244.
Bruckner ne poursuivit pas ce projet, mais composa du dimanche de Carnaval du 15 février au 15 mai 1863 la Symphonie en fa mineur, WAB 99.

## Historique
Bruckner décide de composer une œuvre nouvelle qui réunit à la fois la forme sonate émanant du précédent Quatuor à cordes, une orchestration provenant de l’Ouverture en sol mineur et une certaine libération de style à travers l’étude de Tannhäuser. Ces trois éléments donnent naissance à une première symphonie en fa mineur, composée en trois mois – et reniée plus tard comme celle en ré mineur de 1869, dite la Zéroïème – et est pour cette raison parfois appelée la Double zéro.
Le chef d’orchestre d’opéra Otto Kitzler, le dernier professeur de composition de Bruckner, estime que ce travail n’est « pas vraiment inspiré ». Aussi, l’auteur désavoue sa symphonie d’études, sans pour autant la détruire.

« Bruckner's F-minor symphony of 1863 was initially designated Symphony No. 1, and, in a letter to his friend Rudolf Weinwurm dated 29 January 1865, Bruckner described the C-minor symphony he was working on at the time as his Symphony No. 2. Later Bruckner decided to leave the F-minor symphony unnumbered, and he called the C-minor symphony of 1865/66 his Symphony No. 1. ... Like many other composers, I believe Bruckner was merely being too self-critical, and the unnumbered symphonies are also works worthy of our enjoyment.
Traduction : La Symphonie en fa mineur de 1863 avait été initialement identifiée comme Symphonie no 1, et, dans une lettre à son ami Rudolf Weinwurm datée du 29 janvier 1865, Bruckner décrit la Symphonie en do mineur qu'il composait à cette époque comme sa Symphonie no 2. Bruckner décida plus tard de laisser la Symphonie en fa mineur non numérotée, et il désigna la Symphonie en do mineur de 1865/66 comme Symphonie no 1. ... Comme beaucoup d'autres compositeurs, je crois que Bruckner était souvent trop auto-critique, et les symphonies non numérotées sont aussi dignes d'être écoutées avec plaisir. »

## Fiche technique
- Composition : Du 15 février au 15 mai 1863
- Édition : Leopold Nowak, 1973
- Création : 18 mars 1924, sous la direction de Franz Moißl

La symphonie est en quatre mouvements :
1. Allegro molto vivace
2. Andante molto
3. Scherzo : Schnell
4. Finale : Allegro

## Analyse
Cette symphonie d'études préfigure en quelque sorte la symphonie no 1 de 1866.
On n'y décèle pas de grande influence wagnérienne, mais les mouvements résonnent d’échos de Schumann et de Mendelssohn Bartholdy notamment dans le début du Finale où l’on pourrait penser que Schumann l’a écrit. On retrouve, également, dans l’Andante, des influences mozartiennes, par exemple du second mouvement de la Quarante-et-unième Symphonie « Jupiter ».

### Allegro molto vivace
Le premier mouvement est un Allegro molto vivace.
Il est à la fois mélodique, rythmique et dynamique. Il comprend deux thèmes : l’un pianissimo confié aux violons ; le second fortissimo au tutti avec trombone. Puis sont développés les deux motifs ; la deuxième mélodie principale, en majeur, est lyrique. Après un passage héroïque, on entend une mélodie de flûte concluant l’exposition.
Enfin, un développement d’une grande perfection amène à la récapitulation.

### Andante molto
Le deuxième mouvement est un Andante molto.
Il a  pour base un thème vigoureusement rythmé car le compositeur entend le traiter comme un mouvement de forme sonate. Il oppose cet élément nerveux au chant du hautbois qui reprend en forme de guirlandes de triples croches le style de la variation ornementale avec des grupetti du violon solo. Ensuite, un dialogue s’instaure avec les flûtes, les clarinettes et le basson. Le tout s’achève avec un duo entre le cor et les timbales.

### Scherzo
Le troisième mouvement est un Scherzo noté « Schnell » (« Rapidement »).
Il débute avec un thème rythmique chanté par les clarinettes et les bassons en alternance avec les notes détachées et régulières des cordes.
Les vents et les cordes, avec des passages en croches donnés par les altos, commencent le paisible Trio suivi des cors et des premiers violons.

### Finale
Le Finale est noté « Allegro ».
Dès le début, il attaque en fa mineur aux cordes, hautbois et cors. Puis, une longue phrase mélodique avec un accompagnement des cordes. Un cor initie un tendre développement qui passe par plusieurs tonalités et, après la récapitulation, il revient progressivement en fa majeur pour se terminer dans l’allégresse.

## Discographie sélective
- Elyakum Shapirra avec le London Symphony Orchestra, 1972 - EMI LP ASD-2808. Cet enregistrement historique peut être téléchargé du site de John Berky[4]
- Guennadi Rojdestvensky avec l'Orchestre symphonique du Ministère de la Culture de l'URSS, 1983 - Le Chant du Monde CD LDC-278.851/2 (avec la symphonie en ré mineur)
- Eliahu Inbal avec l'Orchestre symphonique de la Radio de Francfort, 1992 - Teldec CD 0630-14193-2
- Georg Tintner avec le Royal Scottish National Orchestra, 1998 - Naxos CD 8.554432
- Gerd Schaller avec la Philharmonie Festiva, 2015 - Profil PH 15035